# Lioconcha caledonensis
Lioconcha caledonensis is een tweekleppigensoort uit de familie van de Veneridae. De wetenschappelijke naam van de soort is voor het eerst geldig gepubliceerd in 1999 door Harte & Lamprell.